# Dickson Greeting
Pour plus de détails, voir Fiche technique et Distribution.
Dickson Greeting (Le Salut de Dickson) est un film américain réalisé par William Kennedy Laurie Dickson sorti en 1891. Il est considéré par certains historiens comme étant le premier film de l'histoire du cinéma et par d’autres comme faisant encore partie du précinéma, puisqu'il n'a pas été conçu pour être projeté sur un écran mais diffusé via le kinétoscope.

## Argument
Cérémonieusement, un personnage passe son chapeau d'une main à l'autre pour saluer devant lui un public imaginaire.
Note : Il ne reste aujourd'hui de ce film qu'un peu moins de deux secondes sur la dizaine tournée, la pellicule ayant subi de nombreuses mutilations dues aux tirages de copies exécutés à partir du négatif, comme cela se faisait couramment aux débuts du cinéma. Le système d'entraînement intermittent du film utilisé par Edison étant par ailleurs plus « violent » que le système à griffes, plus « souple », que mettra au point en 1895 Louis Lumière et son mécanicien Jules Carpentier.
Le quotidien américain The New York Sun relate la première présentation publique de ce film, devant un parterre de militantes féministes et nous renseigne précieusement sur le contenu manquant : « Sur la face supérieure de la boîte, se trouvait un trou, de 1 pouce de diamètre environ. Et, alors qu'elles se penchaient pour regarder, elles virent l'image d’un homme. C'était une très belle image. Il s'inclina, tout en souriant et en agitant la main puis enleva son chapeau avec grâce et le plus grand naturel. Chaque mouvement était parfait ».

## Fiche technique
- Titre original : Dickson Greeting
- Titre français : Le Salut de Dickson
- Réalisation et scénario : William Kennedy Laurie Dickson
- Photographie : William Heise
- Durée : 2 secondes conservées (sur une dizaine)
- Genre : essai
- Format : ce film est un des essais de la première caméra de cinéma à défilement linéaire horizontal, le Kinétographe, de format 19 mm de large, à six perforations rectangulaires arrondies en bas de chaque photogramme (ce format est remplacé dès 1893 par le 35 mm) – dimension des images : elles sont circulaires, d’un demi pouce de diamètre - noir et blanc - muet
- Pays :  États-Unis
- Date de sortie : en 1891.

## Distribution
- William Kennedy Laurie Dickson : l'homme cérémonieux

## Histoire
Le Salut de Dickson est la première apparition publique de photographies en mouvement sur un support en nitrate de cellulose (celluloïd), support souple et fin inventé en 1887 par John Carbutt et commercialisée dès 1888 par l'industriel George Eastman sous la forme d'un ruban de 70 mm de large et dont la longueur est en principe sans limite.

Cette invention d'un film de longueur non limitée mettait fin aux cycles courts des jouets optiques. La date de 1888 peut être ainsi considérée comme la fin du précinéma et le début du cinéma.
D'après des croquis de Thomas Edison, Laurie Dickson, aidé par William Heise, invente et fabrique le Kinétographe, une caméra lourde et encombrante, nécessitant un branchement électrique pour activer son moteur, mais qui a le mérite de bien fonctionner. La pellicule avance par intermittence, actionnée par un débiteur denté associé à une roue à rochet. Elle marque un temps d'arrêt très court dans l'axe optique de l'objectif, tandis qu'un obturateur rotatif, fermé pendant le déplacement de la pellicule, s'ouvre durant son immobilisation, assurant la prise de vues. La pellicule impressionnée est ensuite rembobinée.
Dickson et Heise découpent le ruban Eastman de 70 mm de large, en trois rubans de 19 mm de large (1 pouce), enduits d'une émulsion photosensible. Dans le Kinétographe, la pellicule défile à l'horizontal, entraînée par une seule rangée de perforations rectangulaires arrondies, disposées en bas des photogrammes, à raison de six perforations par image. L’image est circulaire, d’un trois-quarts de pouce de diamètre (environ 12 mm), dernier lien formel avec les jouets optiques. Selon une déclaration signée par Laurie Dickson, le mot anglais film, pour désigner une œuvre de cinéma, a été adopté par Thomas Edison, qui, le premier, l'a utilisé dans ce sens. Plus tard, Louis Lumière nommera les siennes « vues photographiques animées ».
Parallèlement, Dickson met au point un appareil pour voir les futurs films. En effet, il ne suffit pas de déposer des brevets, ni même d’enregistrer des images animées, encore faut-il les montrer au public, inventer un couple enregistrement/restitution. L’inventeur Louis Aimé Augustin Le Prince met bien au point un appareil de prise de vues, le Mk2, avec lequel il enregistre dès 1888 des images photographiques animées, ce qui fait de lui un précurseur du cinéma, mais il est dans l’incapacité de les visionner, par quelque procédé que ce soit, et les témoins des supposées projections de Le Prince font partie exclusivement de la famille et ne permettent pas d’affirmer que ces projections par lanterne magique reproduisaient le mouvement. Même déconvenue pour  Léon Bouly, qui fabrique en 1893 un appareil qu’il baptise Cinématographe, enregistre peut-être des images photographiques animées (il n’en reste malgré tout aucune trace), soutient que son appareil est « réversible » — autrement dit qu’il peut projeter —, mais aucun témoin, public ou scientifique, n’a jamais attesté la véracité de ses affirmations. Finalement, Léon Bouly déclare forfait et ce sont les frères Lumière qui baptisent leur propre invention, appelée au début Kinétographe ou Kinétoscope Lumière, puis Domitor, du mot Cinématographe, tombé en désuétude.
Selon les directives d’Edison, Dickson invente le Kinétoscope, un meuble en bois sur lequel le spectateur se penche et peut visionner individuellement un film qui se déroule en continu, entraîné par deux cylindres munis de dents (débiteurs dentés) mûs par un moteur électrique, devant une boîte à lumière. L'utilisateur observe les images à travers un œilleton et un jeu de loupes grossissantes. Le mouvement est restitué par le passage d’un obturateur à disque mobile, synchronisé avec l’entraînement du film grâce aux perforations, qui dévoile les photogrammes les uns après les autres, à la cadence de 18 unités par seconde.
En 1891, Dickson fait plusieurs essais avec le film 19 mm. Il est chargé de diriger les prises de vues et il est ainsi le premier réalisateur de l’histoire. Pour l'un des films, son assistant William Heise l'enregistre, saluant d’un coup de chapeau les futurs spectateurs. C’est en principe le premier film du cinéma, Le Salut de Dickson (Dickson Greeting), qui dure moins d'une dizaine de secondes, dont il subsiste deux secondes. « Les bandes tournées par Dickson sont à proprement parler les premiers films. » Son apparition publique (contrairement aux autres essais qui ne seront jamais présentés) date du 20 mai 1891, devant une assemblée de cent cinquante militantes de la Federation of Women’s Clubs.
Le succès est au rendez-vous, les spectatrices, individuellement ou deux par deux, se pressent autour des kinétoscopes et visionnent plusieurs fois chacune Le Salut de Dickson, manifestant leur étonnement et leur satisfaction, première représentation publique d'un film. Le cycle recherché de l'enregistrement du mouvement et de sa restitution est enfin acquis, la date est certifiée par cette présentation publique, les premiers films du cinéma sont bien ceux d’Edison et de Dickson-Heise. En 2005, ces films, ainsi que tous les films produits par Edison, ont été numérisés et font partie d'un coffret de DVD que distribuent King Video et le MoMA (le Musée d'art moderne de New York), à qui Edison a légué toute sa production filmée.
Mais au gré des chercheurs groupés autour d'Edison, les essais ne sont malheureusement pas assez satisfaisants, accusant notamment un manque de définition au visionnement. Edison et Dickson décident de couper le ruban Eastman de 70 mm de large en deux rubans de l'exacte moitié, soit 35 mm de large. Ils dotent la pellicule sur chaque bord d'un jeu de quatre perforations rectangulaires pour l'entraînement mécanique de la pellicule (soit huit perforations par photogramme). Cette fois, le film se déroule verticalement, avec un format d'image plus large que haut. C'est ce format de 35 mm de large qui devient en 1906 le format standard international des pellicules de cinéma, après l'abandon de formats concurrents moins performants (comme le 35 mm à deux perforations rondes par photogramme, fabriqué par les frères Lumière, ou le 58 mm sans puis avec perforations utilisé par Léon Gaumont).

## Importance
Commentaires : ce film expérimental est l'un des premiers films et fait partie des premiers films tournés sur pellicule en celluloïd avec Men Boxing et Newark Athlete (with Indian Clubs) ; il ne reste de ces films que quelques secondes sur une durée initiale supposée d'une dizaine de secondes.

## Analyse esthétique
- Laurie Dickson a choisi d'être cadré en ce qui sera appelé plus tard un plan américain (personnage coupé à mi-cuisses). Mais, rappelons-le, l’image enregistrée est circulaire[8].